# Operation Joint Forge
Die Operation Joint Forge (engl. für Einsatz „Vereinte Schmiede“) ist der Name eines NATO-Militäreinsatzes durch SFOR-Truppen in Bosnien, der am 20. Juni 1998 begann und am 2. Dezember 2004 durch die Übergabe der Verantwortung an die EUFOR in Camp Butmir in Sarajevo endete (Operation Althea).
Operation Joint Forge löste die vorhergehende Operation Joint Guard im Rahmen einer strukturellen Änderung und Verkleinerung der eingesetzten SFOR-Truppe ab. Zugleich wurde die Führung für den Einsatz von der NATO an die 1. Kavalleriedivision des US-Militärs übergeben.
Aufgabe von Operation Joint Forge war die Fortsetzung der infolge des Bosnienkriegs erforderlich gewordenen Stabilisierung des Friedens und der inneren wie äußeren Sicherheit in der Region.